# جيريمي باريت
جيريمي باريت (بالإنجليزية: Jeremy Barrett)‏ هو مدرب تزلج فني ‏ أمريكي، ولد في 10 أبريل 1984 في ساراسوتا في الولايات المتحدة.

## وصلات خارجية
- الموقع الرسمي
- جيريمي باريت على موقع الاتحاد الدولي للتزلج (الإنجليزية)
- جيريمي باريت على موقع الاتحاد الدولي للتزلج (الإنجليزية)
- جيريمي باريت على موقع أوليمبيديا (الإنجليزية)